# Parlamentní volby na Maltě 2017
Maltské parlamentní volby 2017, ve kterých se rozhodovalo o obsazení 69 křesel v jednokomorovém parlamentu Sněmovně reprezentantů, se uskutečnily 3. března 2017. Důvodem konání voleb bylo rozpuštění Sněmovny reprezentantů.
Výsledkem bylo vítězství Labouristické strany s 55 %. Volební účast dosáhla 92 %, což bylo o 1 % méně než v předchozích volbách.

## Zúčastněné strany
Ve volbách kandidovalo celkem šest stran. Poprvé od roku 1962 měli voliči na výběr z tolika stran.
Kandidující subjekty:
- Labouristická strana (PL) úřadujícího předsedy vlády Josepha Muscata obhajovala většinu v zákonodárném sboru.
- Nacionalistická strana (PN) opozičního vůdce Simona Busuttila šla do voleb v koalici "Národní Síly" společně s Demokratickou stranou (PD).
- Demokratická strana (PD), která vznikla odchodem Marlene Farrugia z PL 4. června 2016, dne 28. dubna 2017 vytvořila koalici "Národní Síly" s PN.
- Demokratická alternativa (AD), vedená Carmel Cacopardo.
- Hnutí maltských patriotů (MPM), odnož antiimigrační skupiny Għaqda Patrijotti Maltin, vedená Henrym Battistinem.
- Aliance pro změnu (AB), konzervativní křesťanská a euroskeptická strana vedená Ivanem Grechem Mintoffem.

## Průzkumy
| Datum           | Zdroj      | PL   | PN+PD       | AD  | Ostatní  | náskok |
| --------------- | ---------- | ---- | ----------- | --- | -------- | ------ |
| 1. června 2017  | Sagalytics | 53.5 | 44,0        | 2.5 | 0,0      | 9.5    |
| 28. května 2017 | Sagalytics | 53,0 | 44,8        | 2.2 | 0,0      | 8.2    |
| 28. května 2017 | MaltaDnes  | 52.2 | 46,9        | 0,9 | 0,0      | 5.3    |
| 21. května 2017 | Sagalytics | 53.6 | 44,1        | 2.3 | 0,0      | 9.5    |
| 21. května 2017 | MaltaDnes  | 51,9 | 47,3        | 0,8 | 0,0      | 4.6    |
| 14. května 2017 | Sagalytics | 55,9 | 43,5        | 0,5 | 0,1      | 12.4   |
| 14. května 2017 | MaltaDnes  | 52,0 | 47,0        | 0,6 | 0,4      | 5.0    |
| 12. května 2017 | Xarabank   | 50.6 | 48,0        | 1.4 | 0,0      | 2.6    |
| 7. května 2017  | MaltaDnes  | 51,9 | 47,5        | 0,4 | 0,2      | 4.4    |
| 30. dubna 2017  | Sagalytics | 55,1 | 42,9 bez PD | 0,8 | 0,9 s PD | 12,1   |
| 30. dubna 2017  | MaltaDnes  | 51,0 | 46,0 bez PD | 1,1 | 1,8 s PD | 5      |

## Výsledky
|        |                          |         |        |         |      |
| Strana | Strana                   | Hlasy   | %      | Sedadla | +/-  |
|        | Labouristická strany     | 170 976 | 55,04  | 37      | –2   |
|        | Národní síly (PN-DS)     | 135 696 | 43,68  | 30      | 0    |
|        | Demokratická alternativa | 2564    | 0,83   | 0       | 0    |
|        | Hnutí maltských patriotů | 1117    | 0,36   | 0       | Nový |
|        | Aliance pro změnu        | 221     | 0,07   | 0       | Nový |
|        | Nezávislý                | 91      | 0,03   | 0       | 0    |
| Celkem | Celkem                   | 310 665 | 100,00 | 67      | –2   |
|        |                          |         |        |         |      |

## Reakce
- Jakmile byly známy předběžné výsledky, Simon Busuttil připustil porážku a Joseph Muscat oslavil vítězství.
- Busuttil po porážce podal rezignaci na pozici předsedy nacionalistické strany společně s rezignací celé správy nacionalistické strany.
- Demokratická strana oslavila zvolení své předsedkyně Marlene Farrugie (jako své vůbec první zvolené poslankyně) jako „historický výsledek“.